# 34718 Cantagalli
34718 Cantagalli este un asteroid din centura principală de asteroizi.

## Descriere
34718 Cantagalli este un asteroid din centura principală de asteroizi. A fost descoperit pe 14 august 2001 la San Marcello Pistoiese de Luciano Tesi și Andrea Boattini. Asteroidul prezintă o orbită caracterizată de o semiaxă mare de 3,22 ua, o excentricitate de 0,12 și o înclinație de 6,2° în raport cu ecliptica.